# كارلوس أيمار
كارلوس دانييل أيمار (بالإسبانية: Carlos Daniel Aimar)‏ (ولد في 21 يوليو 1950) وهو لاعب كرة قدم أرجنتيني متقاعد درب عدة أندية منها ديبورتيفو إسبانول، بوكا جونيورز، روزاريو سنترال، نادي سان لورينزو ونادي ليغانيس.

## وصلات خارجية
- Arriba Central profile (بالإسبانية)